# فيغور أوجودي
فيغور أوجودي (بالإنجليزية: Fegor Ogude)‏ (29 يوليو 1987 لاغوس نيجيريا - ) هو لاعب كرة قدم نيجيري، يلعب كلاعب وسط.

## روابط خارجية
- فيغور أوجودي على موقع الاتحاد الدولي (مؤرشف)  (الإنجليزية)
- فيغور أوجودي على موقع قاعدة بيانات كرة القدم.إي يو (الإنجليزية)
- فيغور أوجودي على موقع ناشيونال فوتبول تيمز (الإنجليزية)
- فيغور أوجودي على موقع Soccerway.com (الإنجليزية)
- فيغور أوجودي على موقع AS.com (الإسبانية)